# Likoshan
Likoshan (albanisch auch Likoshani, serbisch Ликошане Likošane) ist ein Dorf in der Gemeinde Drenas im Zentrum des Kosovo.

## Name
Der Ortsname geht zurück auf den albanischen Personennamen Lik bzw. Likë, dem das Diminutiv -osh und Suffix -an angestellt sind. Der Personenname war unter anderem gemäß Dokumenten des 15. und 16. Jahrhunderts bei den Albanern verbreitet. Es wird angenommen, dass er illyrischer Herkunft ist, da es Entsprechungen in der illyrischen Anthroponomastik (z. B. Licca) sowie Toponomastik (heutige Lika) gibt.

## Geschichte
Während des Kosovokrieges 1998/1999 war die umliegende Region Drenica die Hochburg der UÇK-Kämpfer. Am 28. Februar und am 1. März 1998 drangen militärisch ausgerüstete serbische Polizeikräfte in Likoshan und in das Nachbardorf Qirez/Čirez. Die Ortschaften wurden mit Armeehubschraubern und gepanzerten Fahrzeugen unter Dauerbeschuss genommen. Nach einem Feuergefecht in Likoshan wurden 4 serbische Polizisten von der UÇK getötet, woraufhin die serbische Polizei 25 albanische Zivilisten in einem Rachefeldzug tötete.

## Bevölkerung
Bei der Volkszählung 2011 wurden für Likoshan genau 600 Einwohner erfasst, allesamt (100 %) Albaner.
| Volkszählung | 1948 | 1953 | 1961 | 1971 | 1981 | 1991 | 2011 |
| ------------ | ---- | ---- | ---- | ---- | ---- | ---- | ---- |
| Einwohner    | 373  | 383  | 460  | 611  | 781  | 971  | 600  |